# Volleybalclub Sneek 2021-2022
Questa voce raccoglie le informazioni riguardanti il Volleybalclub Sneek nelle competizioni ufficiali della stagione 2021-2022.

## Organigramma societario
Area direttiva
- Presidente: Han Mulder

Area tecnica
- Primo allenatore: Henriëtte ter Steege

## Rosa
| N° | Nome                | Ruolo | Data di nascita   | Nazionalità sportiva |
| -- | ------------------- | ----- | ----------------- | -------------------- |
| 1  | Geldou de Boer      | L     | 26 settembre 1996 | Paesi Bassi          |
| 2  | Danique Aardema     | P     | 13 maggio 1998    | Paesi Bassi          |
| 3  | Anlène van der Meer | O     | 13 luglio 1999    | Paesi Bassi          |
| 4  | Sietske Osinga      | C     | 4 novembre 1993   | Paesi Bassi          |
| 5  | Rosa Entius         | S     | 17 settembre 2003 | Paesi Bassi          |
| 6  | Lieze Braaksma      | C     | 22 giugno 1996    | Paesi Bassi          |
| 7  | Sanne de Ruiter     | O     | 18 dicembre 2001  | Paesi Bassi          |
| 8  | Britt Schreurs      | O     | 2 maggio 1998     | Paesi Bassi          |
| 11 | Roos van Wijnen     | S     | 30 marzo 1992     | Paesi Bassi          |
| 12 | Anniek Siebring     | S     | 13 maggio 1997    | Paesi Bassi          |
| 13 | Nynke Oud           | P     | 29 marzo 1994     | Paesi Bassi          |
| 14 | Rixt van der Wal    | C     | 2003              | Paesi Bassi          |

## Statistiche

### Statistiche di squadra
| Competizione          | Punti | In casa | In casa | In casa | In trasferta | In trasferta | In trasferta | Totale | Totale | Totale |
| Competizione          | Punti | G       | V       | P       | G            | V            | P            | G      | V      | P      |
| --------------------- | ----- | ------- | ------- | ------- | ------------ | ------------ | ------------ | ------ | ------ | ------ |
| Eredivisie            | 43    | 15      | 10      | 5       | 15           | 8            | 7            | 30     | 18     | 12     |
| Coppa dei Paesi Bassi | -     | 1       | 1       | 0       | 1            | 0            | 1            | 2      | 1      | 1      |
| Totale                | -     | 16      | 11      | 5       | 16           | 8            | 8            | 32     | 19     | 13     |

### Statistiche delle giocatrici
Dati non disponibili.